# Доккюм
Доккюм (нід. Dokkum) — місто в нідерландській провінції Фрисландія. Адміністративний центр муніципалітету Північно-Східна Фрисландія.

## Визначні уродженці
- Ліве ван Айтсема (1600 — 1669) — нідерландський історик
- Саскія Аппел (1977) — нідерландська письменниця, авторка фантастичних оповідань
- Гемма Фрізіус (1508 — 1555) — нідерландський лікар, математик, картограф, філософ

## Галерея

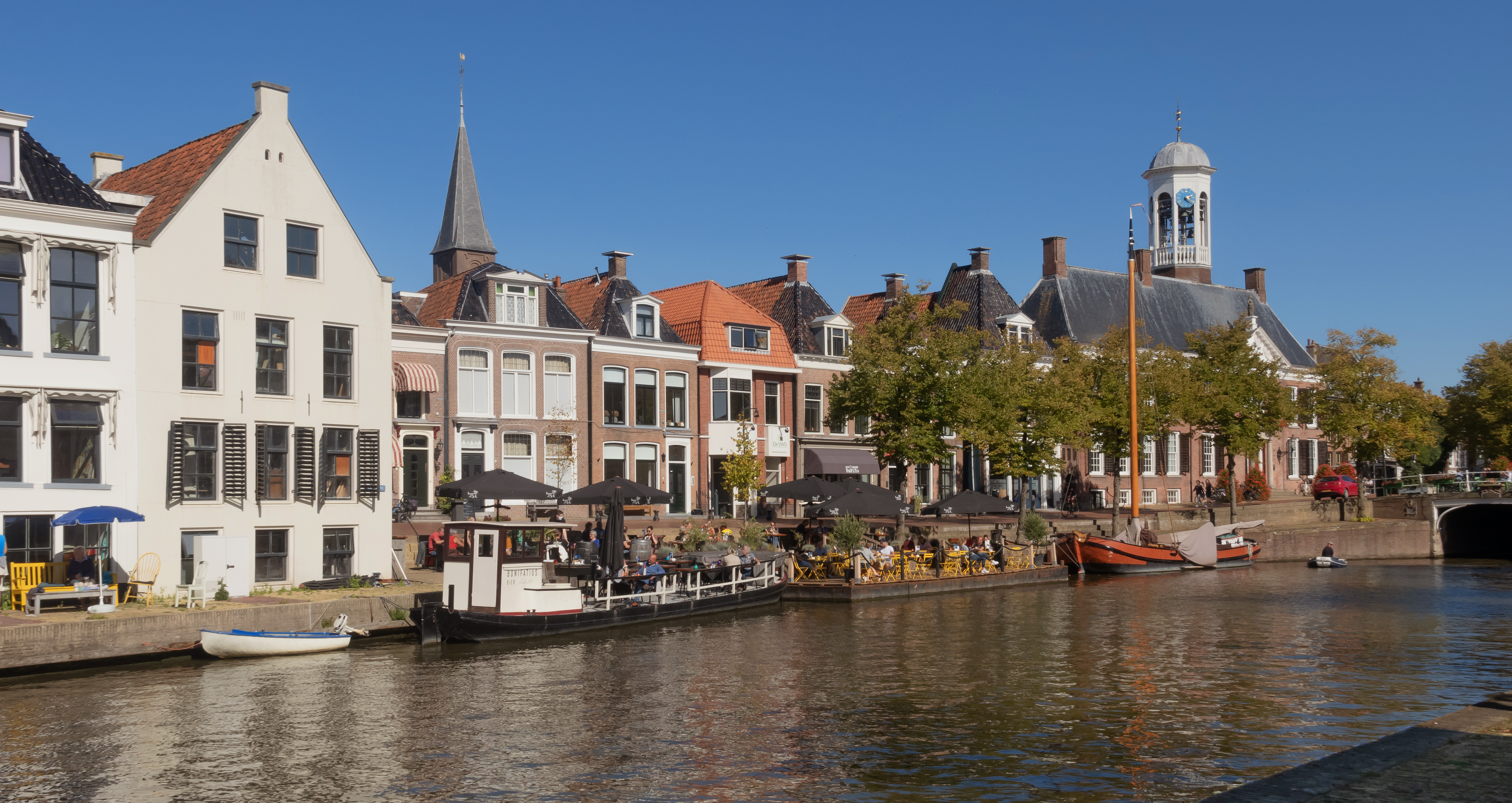
Міська гавань
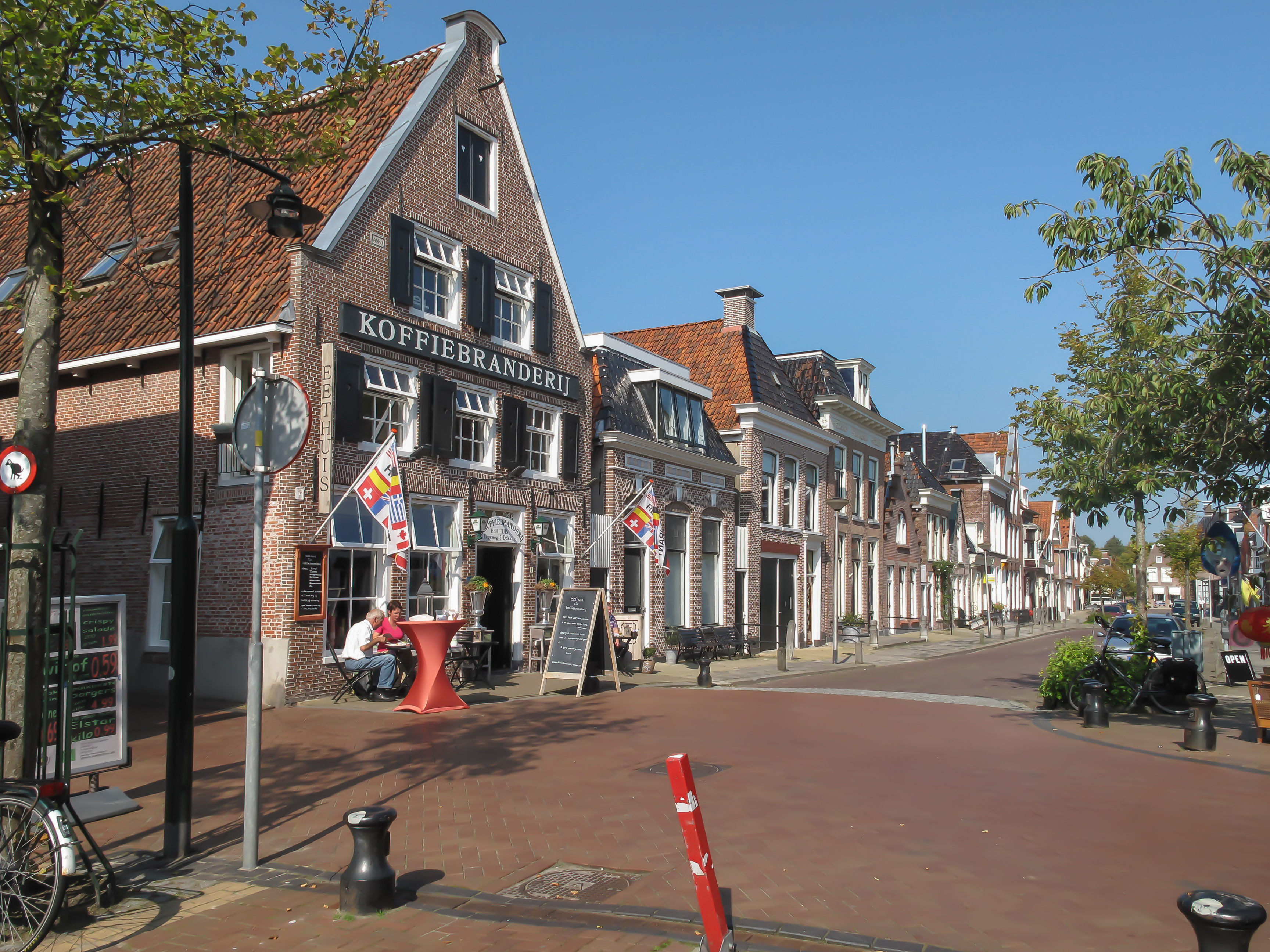
Вулична панорама
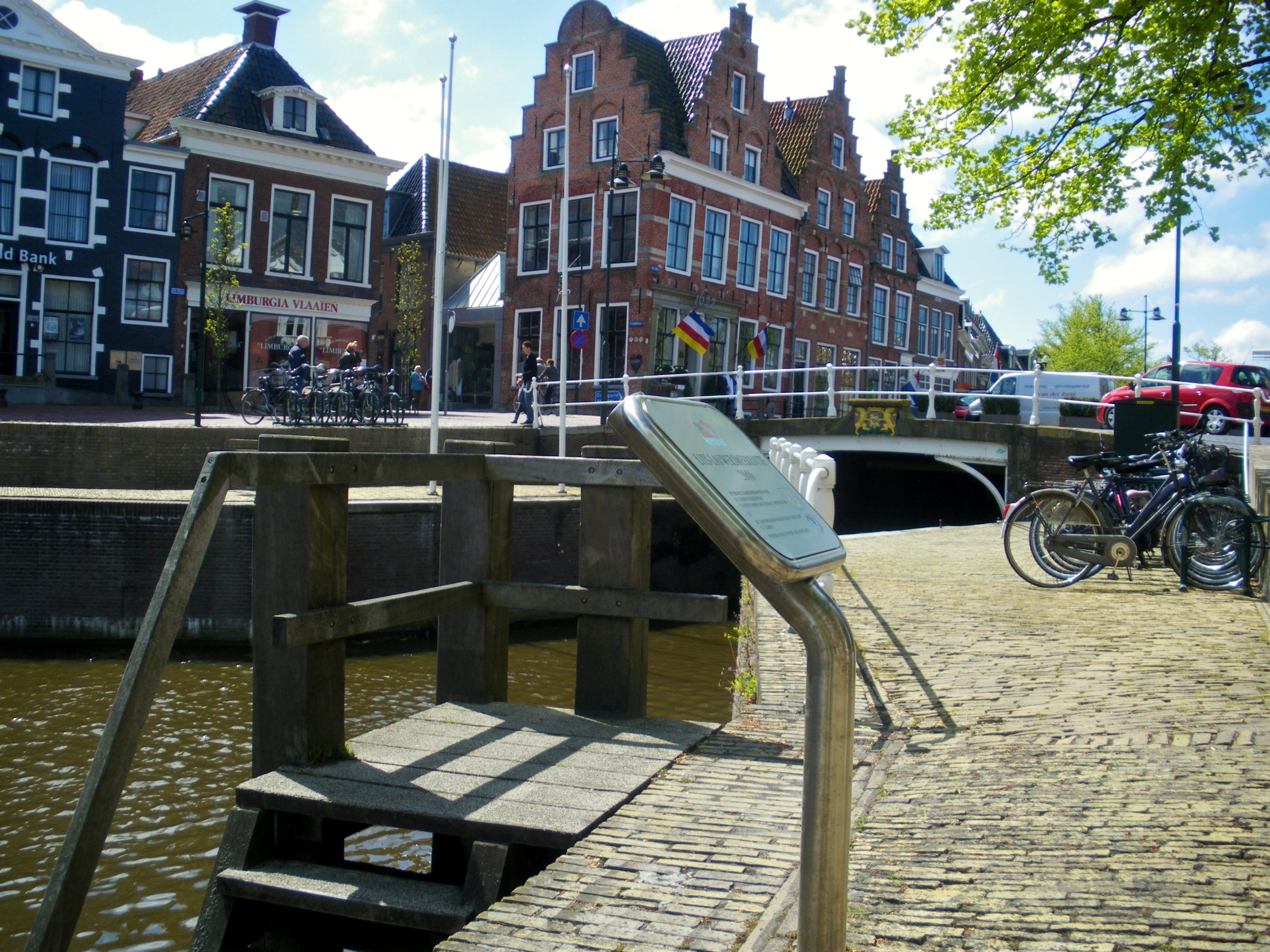
Центр міста
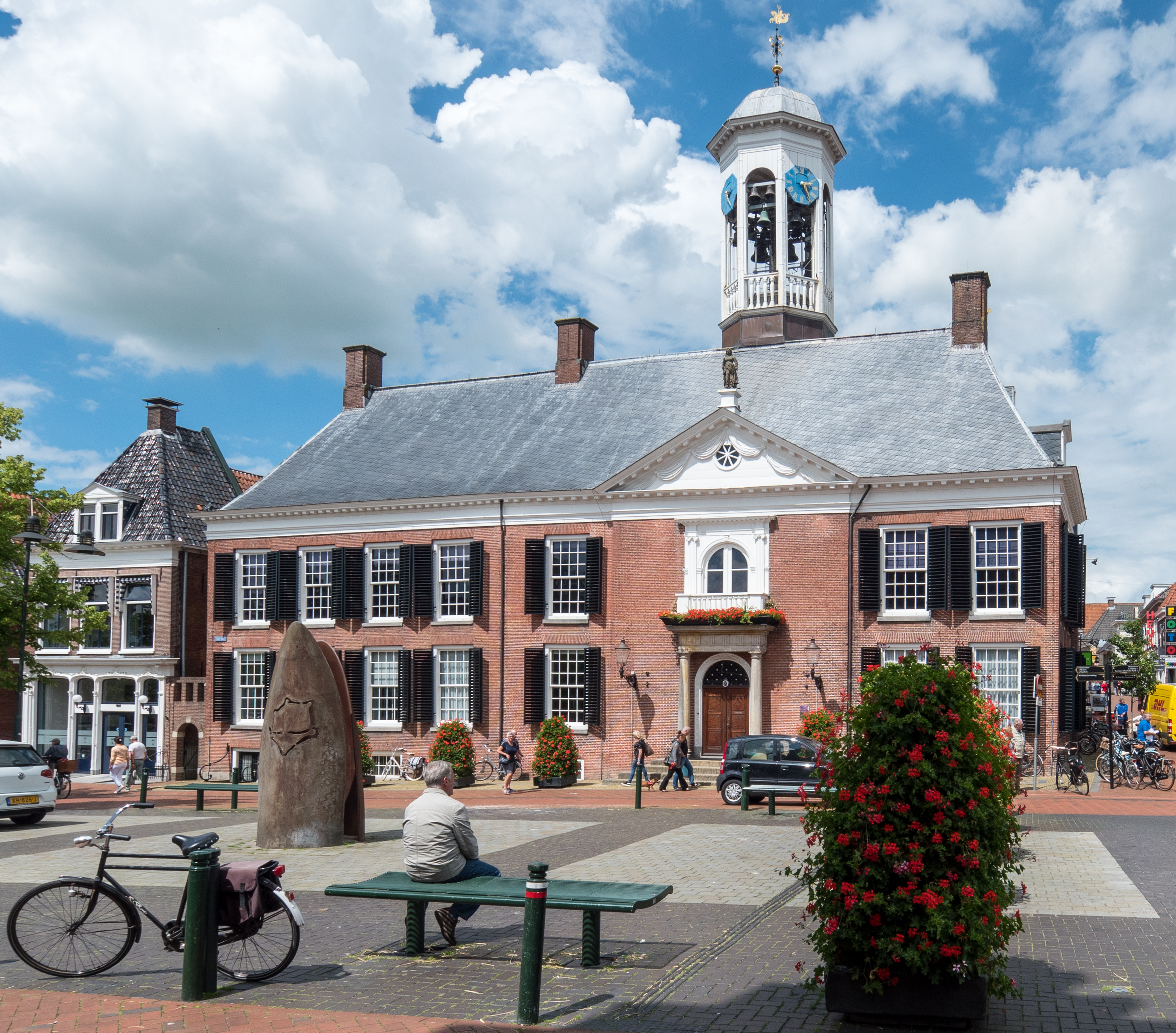
Житловий будинок у центрі
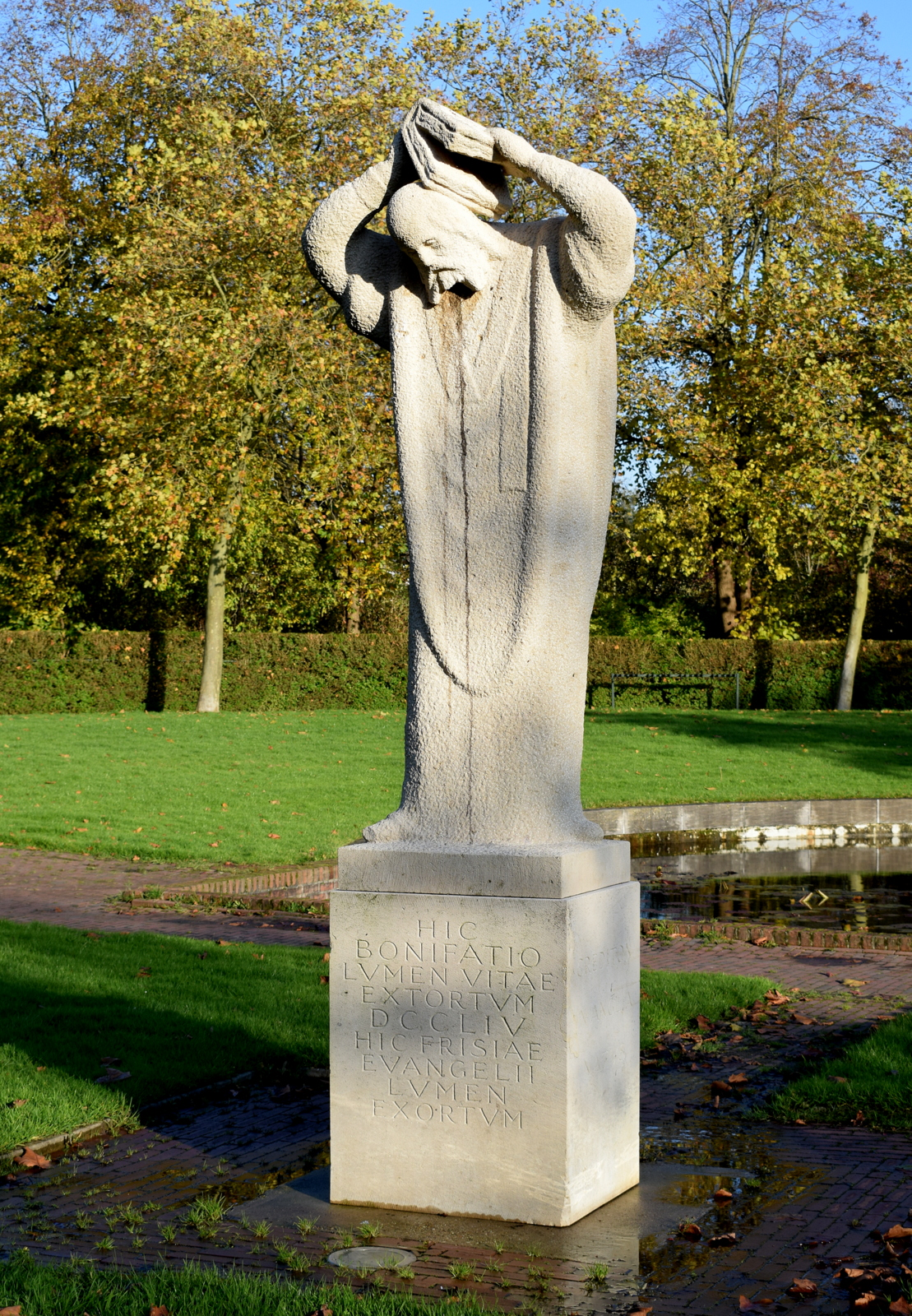
Статуя св. Боніфатія
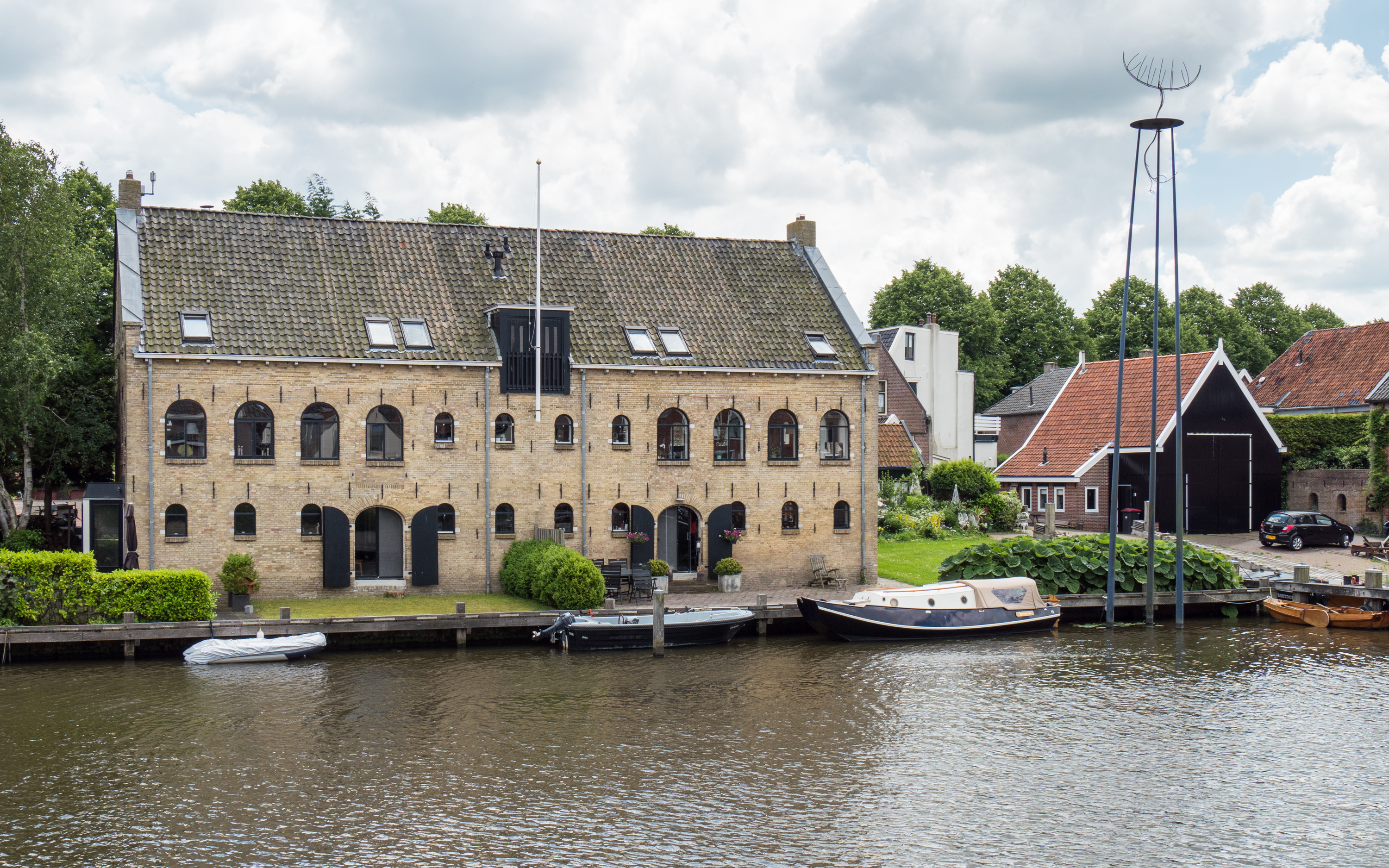
Будівля колишнього Фризійського Адміралтейства
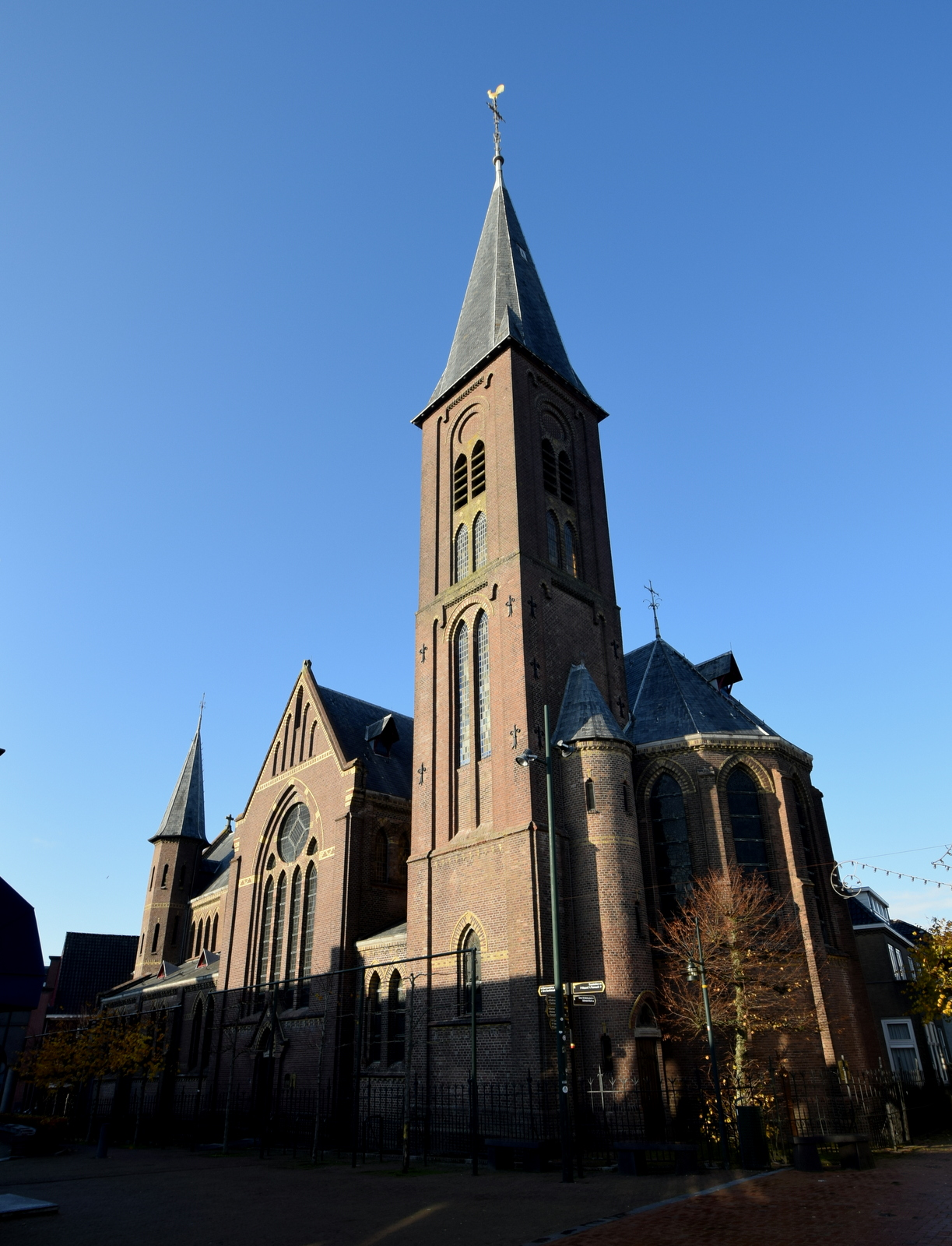
Церква св. Боніфатія (1871)